# Bicolorana roeselii
Bicolorana roeselii är en insektsart som först beskrevs av Hagenbach 1822.  Bicolorana roeselii ingår i släktet Bicolorana och familjen vårtbitare.

## Underarter
Arten delas in i följande underarter:
- B. r. azami
- B. r. vasilii
- B. r. minor
- B. r. roeselii